# Марија Клеопова
Марија Клеопова је једна од жена мироносица која се помиње у Јеванђељу по Јовану (19:25). Жена Клеопа (Алтеја), била је сестра Богородице, мајка Јакова Праведног и Јосије.
Према црквеном предању, била је ћерка Јосифа Праведног из његовог првог брака. А била је још врло млада када је Богородица Марија била заручена за праведног Јосифа и уведена у његову кућу. Света Дјева Марија је живела са ћерком праведног Јосифа, и спријатељиле су се као сестре. Праведни Јосиф је, по повратку са Исусом Христом и Маријом из Египта у Назарет, удао своју ћерку за свог млађег брата Клеопу. Њима се роди Симеон, један од седамдесеторице апостола.
Спомен Свете Марије Клеопине празнује се и у 3. недељу Васкрса, као Свете жене мироносице.
Према Јерониму Стридонском, верује се да су Исусова браћа која се помињу у Јеванђељу – Јаков, Јосија, Јуда и Симеон (Мк. 6:3) – била деца Марије Клеопине. И тако, као нећаци Богородице, били су рођаци Христови по телу.